# Павел Кадержабек
Павел Кадержабек (чеш. Pavel Kadeřábek; 25. април 1992) чешки је професионални фудбалер који тренутно наступа на позицији десног бека за Хофенхајм и репрезентацију Чешке.
Каријеру је почео 2010. у Б тиму Спарте Праг, а 2011. послат је на позајмицу у Викторију Жижков. До 2015, играо је и за први и други тим Спарте, а 2015. прешао је у Хофенхајм.
Прошао је све млађе селекције у репрезентацији и играо је на Европском првенству за играче до 19 година 2011. За сениорску репрезентацију Чешке, дебитовао је 2014. након чега је играо на Европским првенствима 2016. и 2020.

## Клупска каријера

### Спарта Праг
Каријеру је почео у резервном тиму Спарте Праг, а за први тим дебитовао је 25. августа 2010, у поразу 1:0 од Жилине у плеј оф фази квалификација за Лигу шампиона; ушао је у игру у 61. минуту умјесто Либора Сионка.
У августу 2011. отишао је на позајмицу у Викторију Жижков, због тога што је играо само у резервном тиму Спарте. За Викторију је дебитовао 21. августа 2011. у поразу 2:0 од Младе Болеслав. Након једне сезоне, вратио се у Спарту, за коју је први гол постигао 5. августа 2012. у побједи од 2:1 против Прибрама.

### Хофенхајм
На дан 17. јуна 2015. потписао је четворогодишњи уговор са Хофенхајмом.
За клуб је дебитовао 8. августа, у поразу 2:0 од Минхена 1860, у првој рунди Купа Њемачке. У Бундеслиги, био је стандардан, одиграо је 28 утакмица и није постигао ниједан гол. При крају сезоне 2016/17. играо је и за резервни тим, гдје је постигао први гол, у побједи од 5:1 против Хесен Касела.
Први гол за Хофенхајм, постигао је 28. септембра 2017, у поразу 2:1 од Лудогореца, у другом колу групне фазе Лиге Европе. Први гол у Бундеслиги, постигао је 21. априла 2018. у побједи од 5:2 на гостовању против Лајпцига у 31. колу, након чега је постигао гол за побједу од 3:1 против Борусије Дортмунд, у 34. колу.
На почетку сезоне 2018/19. постигао је гол у побједи од 3:1 на гостовању против Хановера, након чега је постигао по гол у ремију 3:3 на гостовању против Борусије Дортмунд, након што је Дортмунд видио 3:0, као и у ремију 2:2 на гостовању против Борусије Менхенгладбах, када је постигао први гол на утакмици. Сезону је завршио са одиграних 29 утакмица и три постигнута гола.
У сезони 2019/20. постигао је гол за побједу од 3:2 против Вердера у другом колу, док је постигао гол и у побједи од 3:0 против Падерборна у десетом колу. У сезони 2020/21. одиграо је 20 утакмица у Бундеслиги и није постигао ниједан гол.

## Репрезентативна каријера
Играо је за све млађе селекција репрезентације, а у репрезентацију до 21 године први пут је позван за пријатељску утакмицу против Холандије у августу 2013. Играо је на Европском првенству за играче до 21 године 2015, када је постигао први гол на турниру, у поразу 2:1 од Данске у Прагу.
За сениорску репрезентацију Чешке, дебитовао је 21. маја 2014. у ремију 2:2 против Финске у пријатељској утакмици. Први гол постигао је 16. новембра 2014. у побједи од 2:1 против Исланда у квалификацијама за Европско првенство 2016. На дан 13. октобра 2015. постигао је први гол на утакмици, у побједи од 3:2 на гостовању против Холандије, чиме је Чешка обезбиједила прво мјесто у квалификацијама. У јуну 2016. нашао се на списку играча за Европско првенство 2016. Одиграо је све три утакмице у групној фази, а Чешка је завршила на последњем мјесту у групи у једним бодом.
На дан 27. маја 2021. нашао се у тиму за Европско првенство 2020, које је због пандемије ковида 19 помјерено за 2021. На првенству, није улазио у игру у групној фази, а Чешка је у првом колу групе Д побиједила Шкотску 2:0, са два гола Патрика Шика, док је у другом колу ремизирала 1:1 против Хрватске. У трећем колу изгубила је 1:0 од Енглеске и прошла је даље са трећег мјеста. По први пут је играо у осмини финала, када је одиграо цијели меч, а Чешка је побиједила Холандију 2:0. У четвртфиналу није играо, а Чешка је изгубила 2:1 од Данске.

## Приватни живот
Године 2014. почео је да излази са мисицом Чешке — Терезом Хлебовском, са којом је добио ћерку Ему, 2. септембра 2016. Вјенчали су се у јуну 2017.

## Статистика каријере

### Клубови
Ажурирано након утакмице игране 28. фебруара 2021.
| Клуб                         | Сезона            | Лига              | Лига  | Лига | Куп   | Куп  | Континентално | Континентално | Остало | Остало | Укупно | Укупно |
| Клуб                         | Сезона            | Лига              | Утак. | Гол. | Утак. | Гол. | Утак.         | Гол.          | Утак.  | Гол.   | Утак.  | Гол.   |
| ---------------------------- | ----------------- | ----------------- | ----- | ---- | ----- | ---- | ------------- | ------------- | ------ | ------ | ------ | ------ |
| Спарта Праг Б                | 2009/10.          | Друга лига Чешке  | 2     | 0    | —     | —    | —             | —             | —      | —      | 2      | 0      |
| Спарта Праг Б                | 2010/11.          | Друга лига Чешке  | 20    | 1    | —     | —    | —             | —             | —      | —      | 20     | 1      |
| Спарта Праг Б                | 2011/12.          | Друга лига Чешке  | 12    | 1    | —     | —    | —             | —             | —      | —      | 12     | 1      |
| Спарта Праг Б                | Укупно            | Укупно            | 34    | 2    | —     | —    | —             | —             | —      | —      | 34     | 2      |
| Викторија Жижков (позајмица) | 2011/12.          | Прва лига Чешке   | 11    | 0    | 1     | 0    | —             | —             | —      | —      | 12     | 0      |
| Спарта Праг                  | 2010/11.          | Прва лига Чешке   | 0     | 0    | 0     | 0    | 2             | 0             | 0      | 0      | 2      | 0      |
| Спарта Праг                  | 2011/12.          | Прва лига Чешке   | 2     | 0    | 1     | 0    | 0             | 0             | —      | —      | 3      | 0      |
| Спарта Праг                  | 2012/13.          | Прва лига Чешке   | 19    | 2    | 3     | 2    | 9             | 0             | —      | —      | 31     | 4      |
| Спарта Праг                  | 2013/14.          | Прва лига Чешке   | 30    | 5    | 7     | 1    | 2             | 0             | —      | —      | 39     | 6      |
| Спарта Праг                  | 2014/15.          | Прва лига Чешке   | 25    | 3    | 1     | 0    | 12            | 0             | 1      | 0      | 39     | 3      |
| Спарта Праг                  | Укупно            | Укупно            | 76    | 10   | 12    | 3    | 25            | 0             | 1      | 0      | 114    | 13     |
| Хофенхајм                    | 2015/16.          | Бундеслига        | 28    | 0    | 1     | 0    | —             | —             | —      | —      | 29     | 0      |
| Хофенхајм                    | 2016/17.          | Бундеслига        | 23    | 0    | 1     | 0    | —             | —             | —      | —      | 24     | 0      |
| Хофенхајм                    | 2017/18.          | Бундеслига        | 28    | 2    | 1     | 0    | 5             | 1             | —      | —      | 34     | 3      |
| Хофенхајм                    | 2018/19.          | Бундеслига        | 29    | 3    | 1     | 1    | 6             | 1             | —      | —      | 36     | 5      |
| Хофенхајм                    | 2019/20.          | Бундеслига        | 30    | 2    | 3     | 1    | —             | —             | —      | —      | 33     | 3      |
| Хофенхајм                    | 2020/21.          | Бундеслига        | 9     | 0    | 1     | 0    | 2             | 0             | —      | —      | 12     | 0      |
| Хофенхајм                    | Укупно            | Укупно            | 147   | 7    | 8     | 2    | 13            | 2             | —      | —      | 168    | 11     |
| Укупно у каријери            | Укупно у каријери | Укупно у каријери | 268   | 19   | 21    | 5    | 38            | 2             | 1      | 0      | 328    | 26     |

1. ↑  Један наступ у Лиги шампиона, један наступ у Лиги Европе
2. 1 2 3  Наступи у Лиги Европе.
3. ↑  Четири наступа у Лиги шампиона, осам наступа у Лиги Европе.
4. ↑  Наступ у Суперкупу Чешке
5. ↑  Два наступа у Лиги шампиона, три наступа и један гол у Лиги Европе
6. ↑  Наступи у Лиги шампиона

### Репрезентација
Ажурирано након утакмице игране 27. јуна 2021.
| Репрезентација | Година | Наступи | Голови |
| -------------- | ------ | ------- | ------ |
| Чешка          |        |         |        |
| 2014.          | 7      | 1       |        |
| 2015.          | 7      | 1       |        |
| 2016.          | 12     | 0       |        |
| 2017.          | 4      | 0       |        |
| 2018.          | 6      | 1       |        |
| 2019.          | 6      | 0       |        |
| 2020.          | 3      | 0       |        |
| 2021.          | 3      | 0       |        |
| Укупно         | Укупно | 48      | 3      |

### Голови за репрезентацију
Ажурирано након утакмице игране 26. марта 2018.
| ‡ | Гол из пенала |

| Број | Датум              | Локација                              | Противник | Гол за | Коначан резултат | Такмичење                                 |
| ---- | ------------------ | ------------------------------------- | --------- | ------ | ---------------- | ----------------------------------------- |
| 1.   | 16. новембар 2014. | Досан арена, Плзењ, Чешка Република   | Исланд    | 1:1    | 2:1              | Квалификације за Европско првенство 2016. |
| 2.   | 13. октобар 2015.  | Амстердам арена, Амстердам, Холандија | Холандија | 1:0    | 3:2              | Квалификације за Европско првенство 2016. |
| 3.   | 26. март 2018.     | Спортски центар Гуангси, Нанинг, Кина | Кина      | 4:1    | 4:1              | Кина куп 2018.                            |

## Успјеси

### Клубови
Спарта Праг
- Прва лига Чешке (1): 2013/14
- Куп Чешке (1): 2013/14

### Репрезентација
Чешка до 19 година
- Европско првенство друго мјесто: 2011[45]

Чешка
- Кина куп бронза: 2018[46]